# ものづくりフェアin東三河
ものづくりフェアin東三河とは偶数年に開催されている。愛知県東三河地域の企業の展示会である。

## 概要
地場産業やベンチャー企業が展示する。また、地元の豊橋技術科学大学、愛知工科大学、豊橋工業高等学校、豊川工業高等学校等の教育機関も日頃の研究成果の展示を行う。参加企業にとっては業務の発表の場であるだけでなく新たな商談の場でもある。豊橋商工会議所内にある豊橋ものづくり振興会が主催している。また、地元の企業に就職を希望する学生の為に進路相談のコーナーもある。